# Mark W. Wood
Mark W. Wood  (1943) es un botánico inglés, especialista en orquídeas.
- La abreviatura «M.W.Wood» se emplea para indicar a Mark W. Wood como autoridad en la descripción y clasificación científica de los vegetales.[3]

Posee cerca de 26 registros IPNI de sus identificaciones y clasificaciones de nuevas especies, las que publica habtitualmente en : C.L. Chan et al., Orchids of Borneo; Orchids of Sarawak 120; Orchid Rev.; Kew Bull.; Sandakania; Contr. Univ. Michigan Herb.; Orchids Penins. Malaysia & Singapore; Lindleyana; Orchidee; Nordic J. Bot.; Curtis's Bot. Mag.; Austral. Orchid Res.